# Полска пърхутка
Полската пърхутка (Handkea utriformis) е вид ядлива базидиева гъба от семейство Печуркови (Agaricaceae).

## Описание
Плодното тяло бива кълбовидно или крушовидно, с разширена горна част и стеснена основа. Достига 15 cm широчина, като в младо състояние е бяло или белезникаво на цвят, а по-късно постепенно потъмнява. Външната обвивка е покрита с опадващи люспици, а вътрешната обвивка е гладка, при узряване трошлива и разпадаща се в горната част на гъбата. Месото (глеба) е разделено на по-рехава спороносна и по-уплътнена стерилна част. Първоначално е бяло, а при съзряване постепенно става жълтениково до масленокафяво, като в крайна фаза се превръща в кафеникава праховидна маса. Чашковидната основа на плодното тяло обикновено се запазва до следващата пролет. Има добри вкусови качества в младо състояние (преди да потъмнее глебата). Най-често се приготвя панирана. Съединенията на гъбата проявяват антимикробна активност срещу различни бактерии.

## Местообитание
Среща се през юни – ноември по ливади, пасища и други тревисти места, обикновено на песъчлива или прашна почва. Останки от гъбата се срещат през цялата година.